# American Caesar
American Caesar es el décimo álbum de estudio del músico estadounidense Iggy Pop, publicado en septiembre de 1993 por Virgin Records. Fueron grabados vídeoclips para las canciones "Wild America" y "Beside You", y se incluyó en el disco una versión del clásico "Louie Louie", original de The Kingsmen.

## Lista de canciones
Todas compuestas por Iggy Pop, excepto donde se indique.
1. "Character" (Pop, Eric Schermerhorn) – 1:07
2. "Wild America" (Pop, Schermerhorn) – 5:52
3. "Mixin' the Colors" – 4:49
4. "Jealousy" – 6:04
5. "Hate" – 6:56
6. "It's Our Love" – 4:09
7. "Plastic & Concrete" – 2:55
8. "Fuckin' Alone" (Pop, Eric Schermerhorn) – 4:56
9. "Highway Song" – 3:44
10. "Beside You" (Steve Jones, Pop) – 4:29
11. "Sickness" – 3:15
12. "Boogie Boy" – 4:53
13. "Perforation Problems" – 3:15
14. "Social Life" – 4:12
15. "Louie Louie" (Richard Berry) – 3:47
16. "Caesar" (Pop, Eric Schermerhorn) – 7:09
17. "Girls of N.Y." – 4:15

## Créditos
- Iggy Pop - guitarra, voz
- Eric Schermerhorn - guitarra
- Malcolm Burn - guitarra, teclados
- Hal Cragin - bajo
- Larry Mullins - batería, percusión
- Lisa Germano - Coros en "Beside you"